# Karibflamingo
Karibflamingo, även kallad karibisk flamingo, är en amerikansk fågelart i familjen flamingor. Den förekommer i Karibien men även lokalt på Galápagosöarna.

## Utseende
Karibflamingon är en mycket stor fågel med en kroppslängd på 120-145 cm och vingspannet 140-165 cm. Den är lik större flamingo och har tidigare behandlats som underart till denna. Karibflamingon är dock mycket färggladare, med rosarött snarare än skärvitt på huvud, hals och kropp. Vidare är näbben rosaröd med vit näbbrot (ej helskär) med mer svart på spetsen.
Den rosa färgen kommer av karotenoider, en grupp ämnen som fåglarna får i sig via små kräftdjur som utgör flamingornas huvudföda. Om de inte äter dessa räkor blir deras fjäderdräkt, näbb och mjukdelar inte rosa utan fortsätter att vara grå som hos ungfåglarna.

## Utbredning
Karibflamingon förekommer som namnet avslöjar huvudsakligen i Karibien. Den häckar utmed Colombias och Venezuelas kust och på närliggande öar, på Yucatanhalvön och i norra Karibien i Bahamas, Hispaniola, Kuba och på Turks- och Caicosöarna. En liten population finns även på Galápagosöarna.

## Systematik
Karibflamingon behandlades tidigare som en underart av större flamingo. Den är även nära besläktad med chileflamingo (Phoenicopterus chilensis). Den behandlas som monotypisk, det vill säga att den inte delas in i några underarter. Vissa urskiljer dock beståndet på Galápagosöarna som egna underarten glyphorhynchus, medan andra anser att den har sitt ursprung från förrymda fåglar.

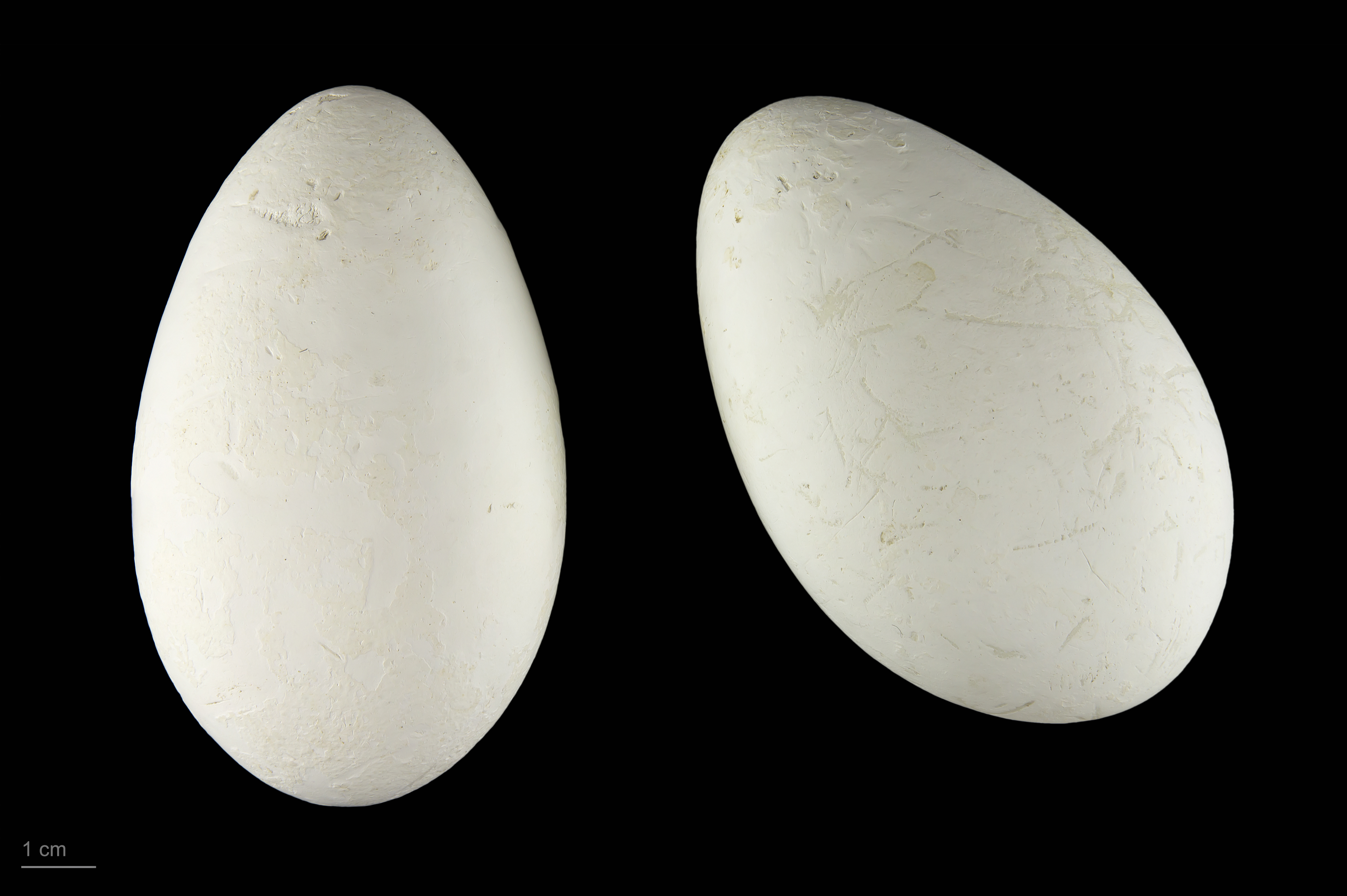
Ägg från karibflamingo.

## Status och hot
Arten har ett stort utbredningsområde och en stor population, och tros öka i antal. Utifrån dessa kriterier kategoriserar internationella naturvårdsunionen IUCN arten som livskraftig (LC). Världspopulationen uppskattas till mellan 260.000 och 3300.000 individer.

## Namn
Karibflamingon har på svenska även kallats karibisk flamingo, kubaflamingo och rosenflamingo.

## I kulturen
Karibflamingon är Bahamas nationalfågel.